# Liste der Staatsoberhäupter 227 v. Chr.
Übersicht
◄◄ | ◄ | 231 v. Chr. | 230 v. Chr. | 229 v. Chr. | 228 v. Chr. | Liste der Staatsoberhäupter 227 v. Chr. | 226 v. Chr. | 225 v. Chr. | 224 v. Chr. | 223 v. Chr. | ► | ►►

Weitere Ereignisse

## Afrika
- Ägypten
  - König: Ptolemaios III. (246–222 v. Chr.)

## Asien
- Baktrien
  - König: Euthydemos I. (235–200 v. Chr.)

- Bithynien
  - König: Prusias I. (ca. 228–182 v. Chr.)

- China
  - Qin:
    - König: Qin Shihuangdi (246–210 v. Chr.)

  - Wei
    - König: Jia (228–225 v. Chr.)

- Iberien (Kartlien)
  - König: Saurmag I. (234–159 v. Chr.)

- Indien
  - Maurya-Reich
    - König: Kunala und Dasaratha (232–224 v. Chr.)

  - Shatavahana
    - König: Simuka (230–207 v. Chr.)

- Japan (Legendäre Kaiser)
  - Kaiser: Kōrei (290–215 v. Chr.)

- Kappadokien
  - König: Ariarathes III. (255–220 v. Chr.)

- Korea
  - Buyeo
    - König: Haemosu (239–195 v. Chr.)

- Partherreich
  - Schah (Großkönig): Arsakes I. (238–217 v. Chr.)

- Pergamon
  - König: Attalos I. (241–197 v. Chr.)

- Pontus
  - König: Mithridates II. (250–220 v. Chr.)

- Seleukidenreich
  - König: Seleukos II. (246–226 v. Chr.)

## Europa
- Bosporanisches Reich
  - König: Leukon II. (240–220 v. Chr.)

- Griechenland
  - Sparta
    - König der Agiaden: Kleomenes III. (235–222 v. Chr.)
    - König der Eurypontiden: Archidamos V. (228–227 v. Chr.)
    - König: Eukleidas (227–222 v. Chr.)

- Makedonien
  - König: Antigonos III. Doson (229–221 v. Chr.)

- Odrysisches Königreich
  - König: Rhescuporis I. (240–215 v. Chr.)

- Römische Republik
  - Konsul: Publius Valerius Flaccus (227 v. Chr.)
  - Konsul: Marcus Atilius Regulus (227 v. Chr.)

- Sizilien
  - Syrakus
    - Herrscher: Hieron II. (275–215 v. Chr., ab 260 v. Chr. als König)